# Laurence Kindt
Pétronille Pauline Laurence Kindt (Brussel 9 augustus 1802 - Charleroi 25 augustus 1863), echtgenote Delvaux, was een Brusselse kunstschilder. Ze schilderde landschappen. Zo zijn van haar bekend Zicht bij Zaventem, Zicht bij Brussel (1832), Zicht van een kapel in Brussel (1833) en Zicht bij Luik. 
Haar 2 zussen waren eveneens kunstschilder: (Marie-)Adèle Kindt en Claire Kindt.